# Cocaina (film 1949)
Cocaina (Johnny Stool Pigeon) è un film del 1949, diretto dal regista William Castle.

## Trama
George Morton e Sam Harrison, agenti antidroga, seguono una pista che li porta al trafficante Pete Carter. Durante un’operazione, impediscono a Carter di ricevere droga dal giovane marinaio John Whalen ma nel conflitto a fuoco Carter uccide Whalen. I due agenti rintracciano Carter ma scoprono che è stato assassinato da Joey Hyatt, un sicario muto. Indagando sul nascondiglio di Carter, scoprono un collegamento con la Arctic World Trading Company.
Morton, determinato a smantellare il traffico di droga, chiede aiuto a Johnny Evans, una sua vecchia conoscenza e coinvolto in traffici illeciti, incarcerato proprio da Morton. Segnato dalla morte per overdose della moglie, Evans accetta di collaborare. Uscito di prigione, aiuta Morton a fingersi un trafficante con l’identità di copertura di Mike Doyle. Con l’aiuto di Evans, Morton si avvicina a William McCandles, capo della Arctic Trading Company, e guadagna la sua fiducia. McCandles presenta loro la sua compagna, Terry Stewart, che si innamora di Morton.
Durante un viaggio in treno verso Tucson, Terry rivela di essere stata inviata da McCandles per spiarli ma dichiara di voler cambiare vita. A Tucson, Morton e Evans incontrano Nick Avery, un trafficante, e scoprono anche i dettagli del traffico di droga: Avery pianifica di contrabbandare droga dal Messico attraverso Nogales. Morton confida a Terry la sua vera identità e le consegna un messaggio per la polizia. Morton, Evans e Hyatt, in seguito, si recano in Messico, seguiti da Avery e i suoi uomini. In uno scontro, Evans uccide Hyatt ma rimane gravemente ferito, riuscendo, comunque, a dare a Morton un indizio cruciale. Morton scopre, così, che la droga è nascosta in una bara durante una processione funebre alla frontiera. La polizia, avvertita da Terry, interviene e Morton impedisce ad Avery di fuggire in aereo con Terry. Avery e McCandles vengono arrestati. Evans, ristabilitosi, e Terry iniziano una nuova vita con il sostegno di Morton.